# Priapus
Priapus (Latijn: Priapus of Mutinus Mutunus) of Priapos (Griek Πρίαπος/Priapos), in het Nederlands ook wel Priaap, is een figuur uit de Griekse en Romeinse mythologie. Hij is de vruchtbaarheidsgod en beschermer van het vee, vruchtdragende planten, tuinen en het mannelijk geslachtsdeel. Hij bood ook bescherming tegen het boze oog door de oogkas te penetreren met zijn enorme penis. Aan Priapus werden de eerste vruchten en melk, honing, koeken, bokken en ezels geofferd. Zijn attribuut was de sikkel.

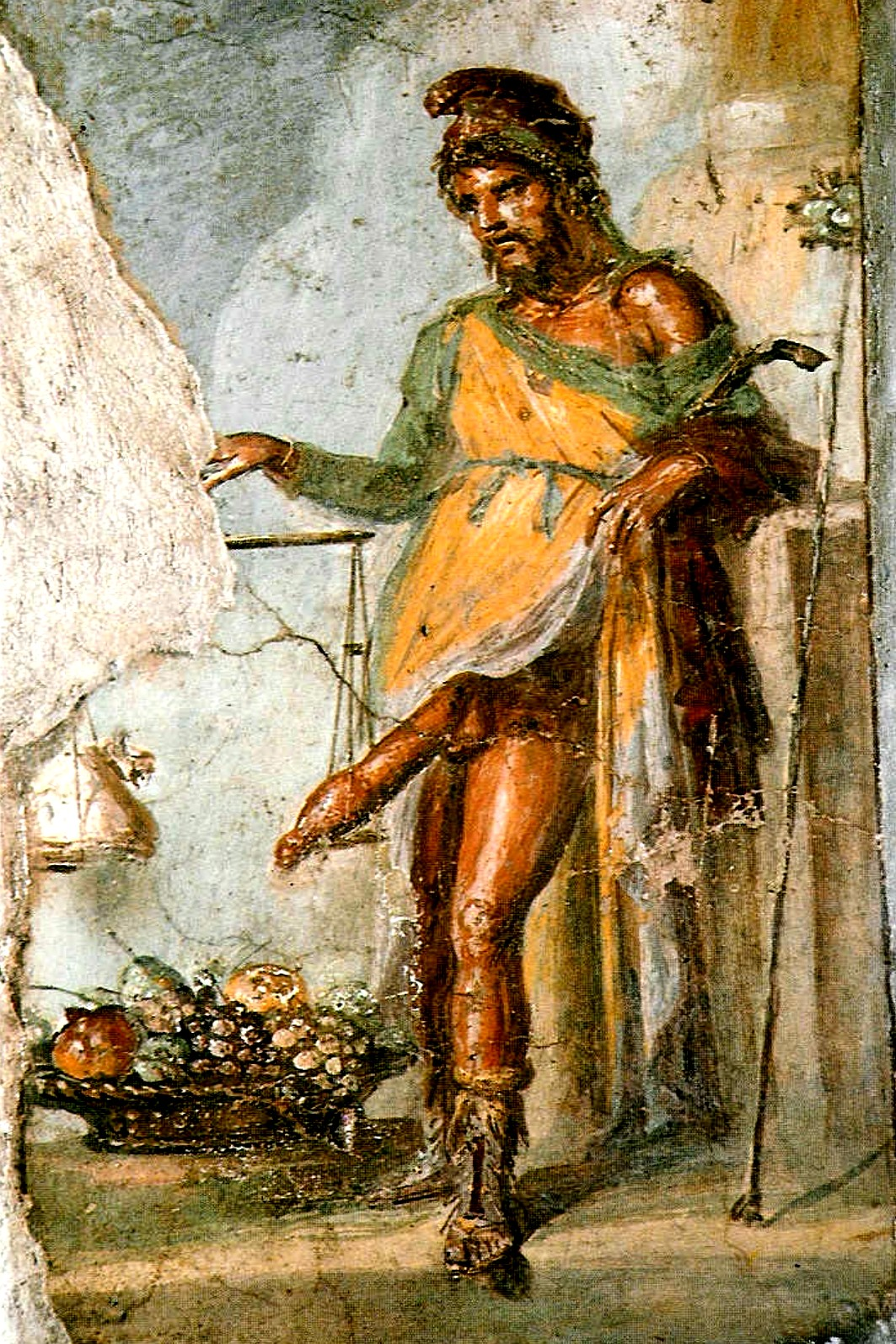
'Priapus weegt zijn fallus' (muurschildering in Pompeï)

Priapus was de zoon van Dionysus en Aphrodite. In de oudere Griekse literatuur wordt hij niet genoemd. Hij werd oorspronkelijk slechts plaatselijk vereerd in Klein-Azië (Lampsacus) maar later breidde zijn cultus zich uit over de hele Griekse en Romeinse wereld.
Roodgeverfde houten Priapus-beelden met een enorme ithyphallus (erecte penis, vruchtbaarheidssymbool) stonden in boom- en wijngaarden, niet alleen ter verering maar ook als vogelverschrikker en afschrikker van dieven. Soms was in het beeld een fonteintje ingebouwd zodat er water uit zijn geslachtsdeel stroomde. Er wordt wel beweerd dat de huidige tuinkabouter met zijn grote rode muts van de Priapusbeelden afstamt.
Dat Priapus zeer wellustig was blijkt uit verschillende mythen. Zo zou hij op een feest de godin Vesta of de nimf Lotis hebben willen verkrachten. Zij werd echter wakker door het gebalk van een ezel en vluchtte. Uit woede sloeg Priapus de ezel dood. Om deze reden werd op het jaarlijkse Priapusfeest (in mei) altijd een ezel geofferd. Volgens een ander verhaal veranderde Lotis toen Priapus haar aanrandde in een lotusbloem.

## Vernoemd naar Priapus

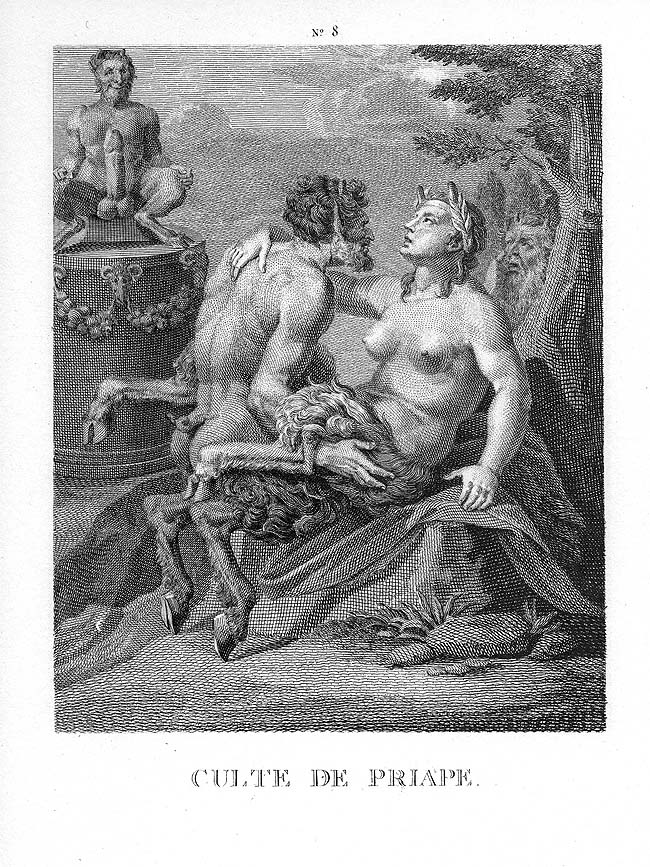
De cultus van Priapus, gravure van Agostino Carracci (1557-1602)

- Priapea: een verzameling van 95 (vaak obscene) gedichten over Priapus die stammen uit het jaar 100.
- Priapisme: een aandoening waardoor de stijve penis niet meer slap wordt. In extreme gevallen kan dit tot het afsterven van de penis leiden.
- Priaap: een woord voor vogelverschrikker of geilaard.
- Jaap Priaap: een bijnaam die Joost van den Vondel aan Jacob Cats gaf.

## Voetnoten
1. ↑  Woordenboek der Nederlandsche Taal, lemma Priapus